# フラッソ・テレジーノ
フラッソ・テレジーノ（イタリア語: Frasso Telesino）は、イタリア共和国カンパニア州ベネヴェント県にある、人口約2,300人の基礎自治体（コムーネ）。

## 地理

### 位置・広がり
ベネヴェント県のコムーネ。県都ベネヴェントから西へ22kmの距離にある。

#### 隣接コムーネ
隣接するコムーネは以下の通り。
- カウターノ
- ドゥジェンタ
- メリッツァーノ
- サンターガタ・デ・ゴーティ
- ソロパーカ
- トッコ・カウディオ
- ヴィトゥラーノ